# Jorge Garbajosa
Jorge Joaquín Garbajosa Chaparro (Torrejón de Ardoz, 19 dicembre 1977) è un dirigente sportivo ed ex cestista spagnolo, attuale presidente della FIBA Europe.
Alto 206 cm, di solito ricopriva il ruolo di ala grande. Era un lungo atipico, con una buona predisposizione al tiro da tre punti.

## Carriera

### Club

#### L'esordio basco (1995-2000)
Dal 1993 gioca nelle giovanili del Tau Vitoria, per poi approdare in seguito in prima squadra, conquistando una Coppa del Re nel 1999.

#### I successi trevigiani (2000-2004)
Nel 2000 passa alla Benetton Treviso con cui disputa quattro stagioni, vincendo due scudetti, nel 2001-02 e 2002-03, e due coppe Italia, nel 2002-03 e 2003-04.

#### A Malaga (2004-2006)
Dal 2004 al 2006 Garbajosa gioca nel club spagnolo dell'Unicaja Malaga, vincendo una coppa del Re nel 2004-05 e uno scudetto nel 2005-06.

#### In NBA coi Raptors (2006-2008)
Il 24 luglio 2006 firma un contratto triennale con i Toronto Raptors. Il 26 marzo 2007 ha riportato un gravissimo infortunio a Boston. Paul Pierce conduce il contropiede e serve Al Jefferson in corsa; Garbajosa cerca di impedire al giocatore bostoniano di realizzare i due punti, ma il salto dello spagnolo è scoordinato e tutto il peso del suo corpo crolla sul ginocchio sinistro, provocando gravi danni all'articolazione. A causa di questo grave infortunio Garbajosa sembrava che dovesse stare fuori gioco per almeno 6 mesi, rischiando gli Europei che si svolgeranno nella sua Spagna a settembre, ma Garbajosa ha chiesto e ottenuto dallo staff l'opportunità di seguire la squadra: l'ala recupererà in tempo per disputare la competizione con la sua Nazionale.
Nonostante la chiusura anticipata della stagione NBA Garbajosa ottiene però la consolazione di essere stato eletto nel miglior quintetto Rookie dell'anno assieme al compagno di squadra Andrea Bargnani. L'anno successivo, giocò soltanto 7 partite in quanto in dicembre decise di operarsi gamba e caviglia per tornare al meglio dopo l'infortunio.

#### L'anno in Russia (2008-09)
Nel 2008 rescinde il contratto con i Raptors con un anno d'anticipo per giocare al Khimki, squadra che milita nella Superliga A russa, che lo ricopre d'oro con un super contratto triennale.

#### Il ritorno in Spagna (2009-2012)
Il 15 agosto 2009 firma un contratto con il Real Madrid di Ettore Messina. A marzo 2011, visto l'esclusione dal roster da parte dello staff tecnico del Real Madrid, passa all'Unicaja Malaga (la seconda volta, dopo l'esperienza prima dell'NBA). Nella prima partita con la maglia Verde, proprio contro il Real Madrid, si rende di fatto fondamentale alla vittoria finale della propria squadra con una stoppata e una tripla nell'ultimo minuto del match.

### Nazionale
È stato uno dei punti fermi della Nazionale iberica fin dalle Olimpiadi di Sydney del 2000: ha infatti partecipato a tutte le competizioni internazionali della Spagna fino al suo ritiro. Ha vinto un oro, 2 argenti e un bronzo ai campionati Europei (su 5 partecipazioni), l'argento olimpico di Pechino 2008 ma soprattutto i mondiali 2006 in Giappone. Garbajosa fu infatti grande protagonista della rassegna iridata, segnando 20 punti nella finale (con 6 triple messe a segno) e risultando il topscorer con Juan Carlos Navarro; a fine torneo (12,6 ppg, 5,3 rpg) viene inserito nel quintetto ideale della competizione. I Mondiali 2010, i suoi terzi dopo 2002 e 2006, sono stati la sua ultima competizione di rilievo con i colori della nazione iberica.
Garbajosa, trentatreenne e con oltre 160 presenze alle spalle, annuncia il suo ritiro dalla Nazionale Spagnola il 14 giugno 2011; dichiarerà: "Ho giocato con molti club nella mia carriera, ma la mia squadra è sempre stata la nazionale".

## Statistiche

### NBA

#### Regular Season
| Anno      | Squadra         | PG | PT | MP   | TC%  | 3P%  | TL%  | RP  | AP  | PRP | SP  | PP  |
| --------- | --------------- | -- | -- | ---- | ---- | ---- | ---- | --- | --- | --- | --- | --- |
| 2006-2007 | Toronto Raptors | 67 | 60 | 28,5 | 42,0 | 34,2 | 73,1 | 4,9 | 1,9 | 1,2 | 0,2 | 8,5 |
| 2007-2008 | Toronto Raptors | 7  | 0  | 10,6 | 32,0 | 37,5 | -    | 2,1 | 0,4 | 0,4 | 0,0 | 3,1 |
| Carriera  | Carriera        | 74 | 60 | 26,8 | 41,5 | 34,4 | 73,1 | 4,7 | 1,7 | 1,1 | 0,2 | 8,0 |

## Vita privata
È sposato con Ainoa.

## Palmarès

### Squadra
- Campionato italiano: 2

Pall. Treviso: 2001-02, 2002-03
- Coppa Italia: 2

Pall. Treviso: 2003, 2004
- Supercoppa italiana: 2

Treviso: 2001, 2002
- Campionato spagnolo: 1

Málaga: 2005-06
- Copa del Rey: 2

Saski Baskonia: 1999
Málaga: 2005
- Coppa d'Europa: 1

Saski Baskonia: 1995-96

### Individuale
- MVP Coppa Italia Serie A: 1

Pall. Treviso: 2004
- All-Euroleague First Team: 1

Pall. Treviso: 2002-03
- All-Euroleague Second Team: 1

Málaga: 2005-06
- MVP Coppa del Re: 1

Málaga: 2005
- NBA All-Rookie First Team: 2006

- FIBA World Cup All-Tournament Teams: 1

2006